# Gnathopleura semirufa
Gnathopleura semirufa är en stekelart som först beskrevs av Brulle 1846.  Gnathopleura semirufa ingår i släktet Gnathopleura och familjen bracksteklar. Inga underarter finns listade i Catalogue of Life.